# Arthrolips mollinum
Arthrolips mollinum là một loài bọ cánh cứng trong họ Corylophidae. Loài này được Schwarz miêu tả khoa học đầu tiên năm 1878.